# Kim Heiduk
Kim Heiduk (Herrenberg, 3 maart 2000) is een Duits wielrenner die anno 2022 rijdt voor INEOS Grenadiers.

## Resultaten in voornaamste wedstrijden
| Jaar | Ronde van Italië | Ronde van Frankrijk | Ronde van Spanje |
| ---- | ---------------- | ------------------- | ---------------- |
| 2022 |                  |                     |                  |
| 2023 |                  |                     | 139e             |
| 2024 |                  |                     | 107e             |
| 2025 | 114e             |                     |                  |

| Jaar | Milaan-San Remo | Gent-Wevelgem | Ronde van Vlaanderen | Parijs-Roubaix | Amstel Gold Race | Brabantse Pijl | Parijs-Tours |
| ---- | --------------- | ------------- | -------------------- | -------------- | ---------------- | -------------- | ------------ |
| 2022 |                 |               | opgave               |                |                  |                | 46e          |
| 2023 | 141e            | 75e           | opgave               | 96e            | 69e              | 10e            |              |
| 2024 |                 |               |                      |                |                  |                |              |
| 2025 |                 |               |                      | 79e            |                  |                |              |

### Resultaten in kleinere rondes
| Jaar | Tour Down Under | Ronde van de VAE | Ronde van het Baskenland | Ronde van Zwitserland | Ronde van Polen |
| ---- | --------------- | ---------------- | ------------------------ | --------------------- | --------------- |
| 2023 | 79e             | 74e              |                          | 60e                   | 62e             |
| 2024 |                 |                  |                          | 101e                  |                 |
| 2025 |                 | 65e              | opgave                   |                       |                 |

(*) tussen haakjes aantal individuele etappeoverwinningen

## Ploegen
- 2019 –  Team Lotto-Kernhaus
- 2020 –  Team Lotto-Kernhaus
- 2021 –  Team Lotto-Kernhaus
- 2022 –  INEOS Grenadiers
- 2023 –  INEOS Grenadiers
- 2024 –  INEOS Grenadiers
- 2025 –  INEOS Grenadiers

Amador · Bernal · Carapaz  · Castroviejo · De Plus · Dunbar · Fraile · Ganna   · Geoghegan Hart · E. Hayter · Heiduk · Kwiatkowski · Martínez · Narváez · Pidcock · Plapp · Porte ·  Puccio · Rivera · Rodriguez · Rowe · Sheffield · Sivakov · Swift · Thomas · Tulett · Turner · Van Baarle · Viviani · Wurf · Yates · L. Hayter (stagiair)